# Sahar Fetrat
Sahar Fetrat est une militante afghane, scénariste et réalisatrice de documentaires. Elle est née en Afghanistan et a vécu en Iran et au Pakistan en tant que jeune réfugiée pendant le premier régime taliban.
Sahar Fetrat a travaillé en Afghanistan pour les services éducatifs de l'UNESCO, où elle a défendu l'éducation des femmes dans tout le pays, et a été chercheuse adjointe à la division des droits des femmes de l'organisation internationale de défense des droits de l'homme Human Rights Watch.
En 2021, Sahar Fetrat fait partie de la liste des 100 femmes de la BBC, qui reconnaît les femmes les plus influentes du monde.